# Cantone di Ramerupt
Il Cantone di Ramerupt era una divisione amministrativa dell'arrondissement di Troyes.
A seguito della riforma approvata con decreto del 21 febbraio 2014, che ha avuto attuazione dopo le elezioni dipartimentali del 2015, è stato soppresso.

## Composizione
Comprendeva i comuni di:
- Avant-lès-Ramerupt
- Brillecourt
- Chaudrey
- Coclois
- Dampierre
- Dommartin-le-Coq
- Dosnon
- Grandville
- Isle-Aubigny
- Lhuître
- Longsols
- Mesnil-la-Comtesse
- Mesnil-Lettre
- Morembert
- Nogent-sur-Aube
- Ortillon
- Pougy
- Ramerupt
- Saint-Nabord-sur-Aube
- Trouans
- Vaucogne
- Vaupoisson
- Verricourt
- Vinets